# Turn-Weltmeisterschaften 1999
Die 34. Weltmeisterschaften im Gerätturnen fanden 1999 im chinesischen Tianjin statt.

## Ergebnisse

### Männer

#### Einzel-Mehrkampf
| Rang | Athlet           |
| ---- | ---------------- |
| 1.   | Nikolai Krjukow  |
| 2.   | Naoya Tsukahara  |
| 3.   | Jordan Jowtschew |

#### Mannschaft
| Platz | Land                |
| ----- | ------------------- |
| 1.    | Volksrepublik China |
| 2.    | Russland            |
| 3.    | Belarus             |

#### Boden
| Rang | Athlet          |
| ---- | --------------- |
| 1.   | Alexei Nemow    |
| 2.   | Gervasio Deferr |
| 3.   | Aowei Xing      |

#### Reck
| Rang | Athlet            |
| ---- | ----------------- |
| 1.   | Jesús Carballo    |
| 2.   | Aleksander Jelkow |
| 3.   | Wei Yang          |

#### Barren
| Rang | Athlet            |
| ---- | ----------------- |
| 1.   | Lee Joo-hyung     |
| 2.   | Alexei Bondarenko |
| 3.   | Naoya Tsukahara   |

#### Pauschenpferd
| Rang | Athlet          |
| ---- | --------------- |
| 1.   | Alexei Nemow    |
| 2.   | Marius Urzica   |
| 3.   | Nikolai Krjukow |

#### Ringe
| Rang | Athlet               |
| ---- | -------------------- |
| 1.   | Dong Chen            |
| 2.   | Szilveszter Csollány |
| 3.   | Dimosthenis Tampakos |

#### Sprung
| Rang | Athlet               |
| ---- | -------------------- |
| 1.   | Li Xiaopeng          |
| 2.   | Jevgēņijs Saproņenko |
| 3.   | Dieter Rehm          |

### Frauen

#### Einzel-Mehrkampf
| Rang | Athletin                |
| ---- | ----------------------- |
| 1.   | Maria Olaru             |
| 2.   | Wiktoria Karpenko       |
| 3.   | Jelena Samolodtschikowa |

#### Mannschaft
| Platz | Land                | Turnerinnen |
| ----- | ------------------- | --- |
| 1.    | Rumänien            | Simona Amânar Loredana Boboc Andreea Isărescu Maria Olaru Andreea Răducan Corina Ungureanu                         |
| 2.    | Russland            | Swetlana Chorkina Anna Kowaljowa Jewgenija Kusnezowa Jekaterina Lobasnjuk Jelena Produnowa Jelena Samolodtschikowa |
| 3.    | Volksrepublik China | Bai Chunyue Dong Fangxiao Ling Jie Xu Jing Huang Mandan Liu Xuan                                                   |

#### Balken
| Rang | Athletin              |
| ---- | --------------------- |
| 1.   | Jie Ling              |
| 2.   | Andreea Răducan       |
| 3.   | Olha Rosschtschupkina |

#### Boden
| Rang | Athletin          |
| ---- | ----------------- |
| 1.   | Andreea Răducan   |
| 2.   | Simona Amânar     |
| 3.   | Swetlana Chorkina |

#### Stufenbarren
| Rang | Athletin          |
| ---- | ----------------- |
| 1.   | Swetlana Chorkina |
| 2.   | Huang Mandan      |
| 3.   | Jie Ling          |

#### Sprung
| Rang | Athletin                |
| ---- | ----------------------- |
| 1.   | Jelena Samolodtschikowa |
| 2.   | Simona Amânar           |
| 3.   | Maria Olaru             |

## Medaillenspiegel
| Rang | Land                |   |   |   | total |
| ---- | ------------------- | - | - | - | ----- |
| 1    | Russland            | 5 | 3 | 3 | 11    |
| 2    | Volksrepublik China | 4 | 1 | 4 | 9     |
| 3    | Rumänien            | 3 | 4 | 1 | 8     |
| 4    | Spanien             | 1 | 1 | - | 2     |
| 5    | Südkorea            | 1 | - | - | 1     |
| 6    | Japan               | - | 1 | 1 | 2     |
| 6    | Ukraine             | - | 1 | 1 | 2     |
| 8    | Kanada              | - | 1 | - | 1     |
| 8    | Ungarn              | - | 1 | - | 1     |
| 8    | Lettland            | - | 1 | - | 1     |
| 11   | Bulgarien           | - | - | 1 | 1     |
| 11   | Griechenland        | - | - | 1 | 1     |
| 11   | Belarus             | - | - | 1 | 1     |
| 11   | Schweiz             | - | - | 1 | 1     |